# سرگئی ملیک-هوسپیان
سرگئی ملیک-هوسپیان (ملیک-اوسیپوف) (ارمنی: Սերգեյ Մելիք-Հովսեփյան (Մելիք-Օսիպով)؛  زادهٔ ۱۸۸۲ - درگذشته ۱۹۳۷)  سیاستمدار اهل ارمنستان بود که از تاریخ ژوئیه ۱۹۲۷ تا تاریخ دسامبر ۱۹۲۸ سمت فهرست رئیسان سرویس امنیت ملی ارمنستان را برعهده داشت.

## زندگی‌نامه
در ۱۸۸۲  به دنیا آمد .  وی در ۱۹۳۷ در سن ۵۵ سالگی  درگذشت.